# Miroslav Aleksić
Miroslav Aleksić, cyr. Мирослав Алексић (ur. 6 sierpnia 1978 w Kruševacu) – serbski polityk i samorządowiec, poseł do Zgromadzenia Narodowego.

## Życiorys
Ukończył szkołę podstawową i średnią w Trsteniku. W 2000 został absolwentem uczelni Visoka škola PEP, a w 2010 ukończył ekonomię na Uniwersytecie w Prisztinie z siedzibą w Kosowskiej Mitrowicy. Magisterium uzyskał w 2014. Prowadził własne przedsiębiorstwo specjalizujące się w eksporcie świeżych śliwek, kierował przedsiębiorstwem komunalnym „Počekovina” oraz dyrekcją do spraw planowania i budownictwa w Trsteniku.
Działał w Zjednoczonych Regionach Serbii, wchodził w skład prezydium tego ugrupowania. W latach 2012–2016 sprawował urząd burmistrza Trstenika. W 2014 założył ruch polityczny NPS, który w 2016 przekształcił się w partię. W tym samym roku z ramienia koalicji Borisa Tadicia i Čedomira Jovanovicia uzyskał mandat posła do Skupsztiny, który wykonywał do 2020. W 2017 na bazie jego ugrupowania powstała Partia Ludowa Vuka Jeremicia, Miroslav Aleksić został w tymże roku wiceprzewodniczącym tego stronnictwa. Przed wyborami parlamentarnymi w 2022 otrzymał trzecie miejsce na liście koalicji zawiązanej przez część ugrupowań opozycyjnych, uzyskując w tych wyborach mandat deputowanego. W 2023 odszedł z Partii Ludowej, ogłaszając reaktywację Ludowego Ruchu Serbii. W wyborach w tym samym roku kandydował z ramienia nowej opozycyjnej koalicji Serbia przeciw Przemocy, uzyskując reelekcję na kolejną kadencję serbskiego parlamentu.